# Aegotheles affinis
Aegotheles affinis (лат.) — вид птиц из семейства совиных козодоев. Оперение сверху тёмное, снизу — сероватое с пятнами или полосами, светлее чем у полосатого совиного козодоя и совиного козодоя Уоллеса. Кончики перьев на спине серовато-белые. Хорошо заметен полуворотник и широкие светлые брови. Обитает в лесах в горах Афрак на полуострове Чендравасих острова Новая Гвинея.
Aegotheles affinis был описан Томмазо Сальвадори в 1876 году. Вид находится в близком родстве с австралийским и полосатым совиными козодоями. Некоторые учёные продолжают относить его к последним.

## Описание
Птицы с телом длиной 23 см, крупной головой и густым оперением. Окрашены сверху в цвета от тёмно-коричневого до почти чёрного, перья с узкими серовато-белыми кончиками. На лице выделяются светлые широкие брови, сзади — беловатый полуворотник. Оперение снизу сероватое или светло-коричневое с широкими пятнами или полосами. Половой диморфизм в раскраске отсутствует, так же как и цветовые морфы. Оперение молодых птиц идентично взрослому.
Данный вид заметно крупнее полосатого совиного козодоя. Длина крыла у самцов Aegotheles affinis составляет 129—136 мм, у самок — 138—139 мм, длина хвоста — 110—115 м и 126 мм соответственно (по другим данным, длина крыла у самцов составляет 135 мм, у самок — 139 мм), в то время как у номинативного подвида полосатого совиного козодоя длина крыла составляет 114—128 мм у самцов и 116—126 мм у самок. Кроме того, у него более заметные полосы на хвосте и более светлый общий цвет оперения, в особенности на груди. Обитающий на той же территории совиный козодой Уоллеса также темнее, имеет светлые полосы на горле и небольшие беловатые пятна на кроющих перьях крыла.

## Распространение
Aegotheles affinis обитает на полуострове Чендравасих на северо-западе острова Новая Гвинея. Ведёт, предположительно, оседлый образ жизни. Основной средой обитания этого вида являются равнинные леса или леса в холмистой местности на высоте 80—1500 метров над уровнем моря в горах Афрак. 
Международный союз охраны природы относит птиц к видам, близким к уязвимому положению (NT). Численность вида неизвестна, но, по всей видимости, постепенно снижается. С 1972 по 2002 год лесные массивы в Уэстерн-Хайлендс и Саутерн-Хайлендс уменьшились примерно на 11—15 %, а на всём острове — на 2,4 % за период с 2000 по 2010 год, поэтому снижение численности, скорее всего, не катастрофическое.

## Питание
Совиные козодои являются насекомоядными птицами. Информация о рационе и особенностях охоты Aegotheles affinis отсутствует.

## Размножение
Информация об особенностях размножения Aegotheles affinis отсутствует.

## Систематика
Aegotheles affinis был впервые описан Томмазо Сальвадори в 1876 году в горах Афрак, видовое название affinis (с лат. — «соседний, родственный») указывает на родственную связь по отношению к австралийскому совиному козодою. Aegotheles affinis находятся в близком родстве с австралийскими и полосатыми совиными козодоями. Разделение полосатых и австралийских совиных козодоев было подтверждено, когда на острове Новая Гвинея нашли представителей австралийского вида. Aegotheles affinis долгое время относили то к австралийским совиным козодоям, например, в работе канадского орнитолога Остина Лумера Рэнда (1905—1982) и американского орнитолога Эрнеста Томаса Гиллиарда (1912—1965), опубликованной в 1967 году, то к полосатым совиным козодоям, в работах Дэвида Холояка 2001 года и американского биолога Эрнста Майра (1904—2005) 1941 года.
На основании молекулярных исследований американского биолога Джека Думбахера и других, опубликованных в 2003 году, они были выделены в отдельный вид. В этой работе было предложено выделить в отдельный вид два подвида полосатого совиного козодоя — Aegotheles bennettii affinis и Aegotheles bennettii terborghi. Международный союз орнитологов рассматривает в качестве отдельных видов Aegotheles affinis и Aegotheles terborghi. 
Учёные формируют малых совиных козодоев в отдельную группу внутри семейства. К ней принадлежат австралийские совиные козодои (Aegotheles cristatus), полосатые совиные козодои (Aegotheles bennettii, исследования опубликованы до выделения Aegotheles affinis и Aegotheles terborghi в отдельные виды), горные совиные козодои (Aegotheles albertisi) и совиные козодои Уоллеса (Aegotheles wallacii). Вместе эта группа считается сестринской по отношению к молуккским совиным козодоям (Aegotheles crinifrons).